# Cemitério da Saudade (Campinas)
Entrada principal do Cemitério da Saudade
O Cemitério da Saudade é o maior cemitério municipal de Campinas, sendo assim um complexo constituído por mais cinco cemitérios: Cemitério São José, São Miguel e Almas, Cura D' Ars, Cemitério Venerável da 3ª Ordem do Carmo e o Cemitério da Irmandade do Santíssimo Sacramento. É considerado um museu a céu aberto. 

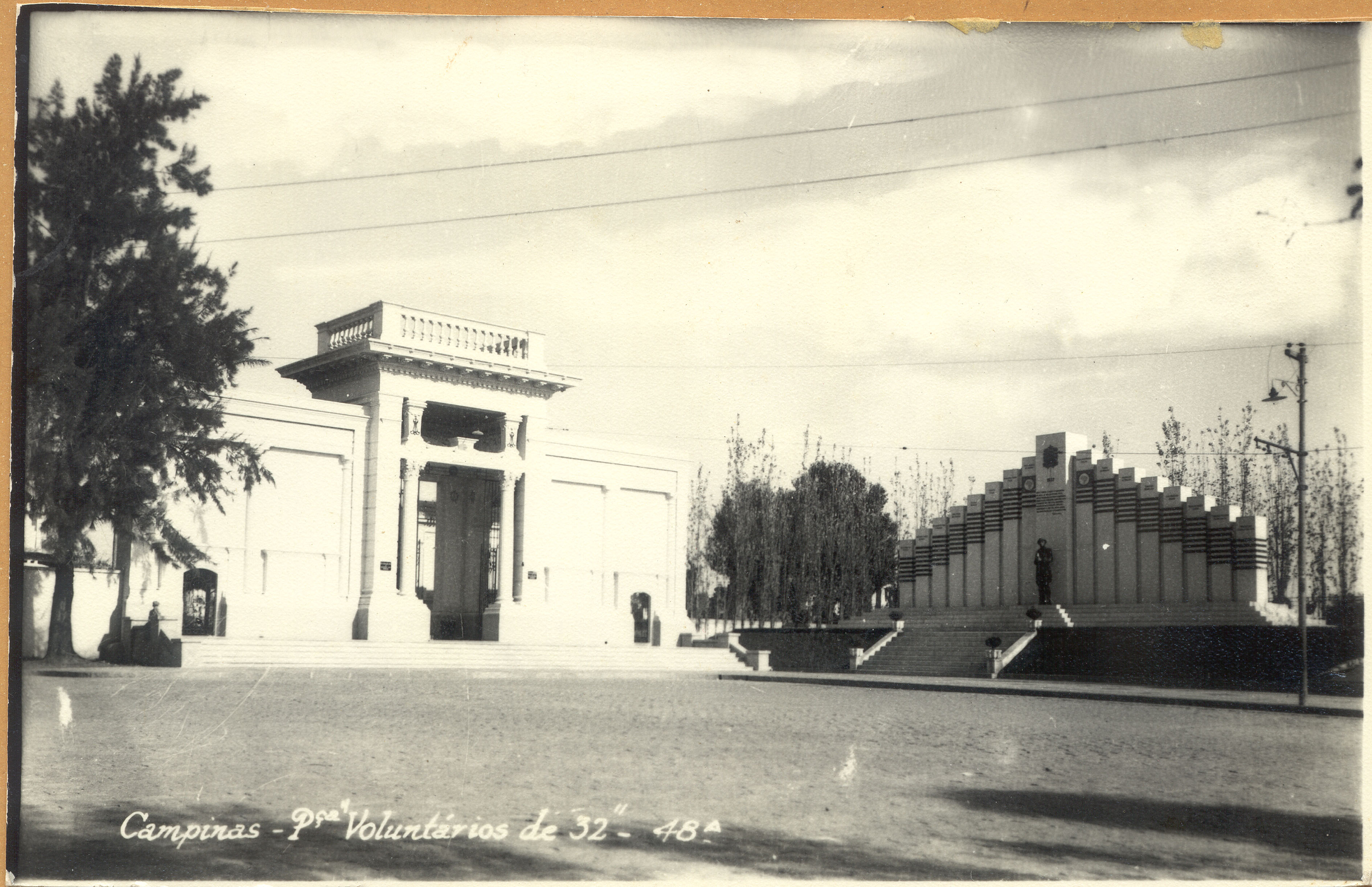
Praça dos Voluntários de 1932, à esquerda está a entrada do Cemitério da Saudade

Localizado próximo à zona central da cidade, no bairro Ponte Preta, abriga mais de 3 mil sepulturas em estilo tradicional que ocupam suas 112 quadras dispostas em área de 181,5 mil metros quadrados. O mapa do Cemitério da Saudade é similar à planta de Campinas de 1878.
O portal de entrada e um dos prédios administrativos foram feitos pelo arquiteto Ramos de Azevedo entre 1911 e 1914.

## História
Fundado em 1880 após o terreno ser doado à Prefeitura pelo Barão de Itatiba, é considerado um dos mais importantes cemitérios do Brasil por conta da riqueza arquitetônica, da beleza e da importância das obras de arte que ostentam grande parte de seus túmulos, entre elas peças em mármore Carrara, granito e cobre/latão, esculpidas por artistas como Giuseppe Tomagnini, J. Rosadas, Marcelino Velez, Albertini e Coluccini.
Este complexo funerário possui cinco cemitérios anexos: Cemitérios Curas D’ars (para vítimas de febre amarela), Cemitério São Miguel e Almas (para os negros católicos), Cemitério Terceira Ordem do Carmo, Cemitério Santíssimo Sacramento (destinados a brancos católicos) e Cemitério São José.
Em frente à entrada do Cemitério da Saudade temos o Cruzeiro. Esse marco totalmente de ferro foi instalado em 1910 no lugar do antigo, de madeira, em homenagem a um escravo que se perdeu ao tentar achar o endereço de entrega de uma carta.

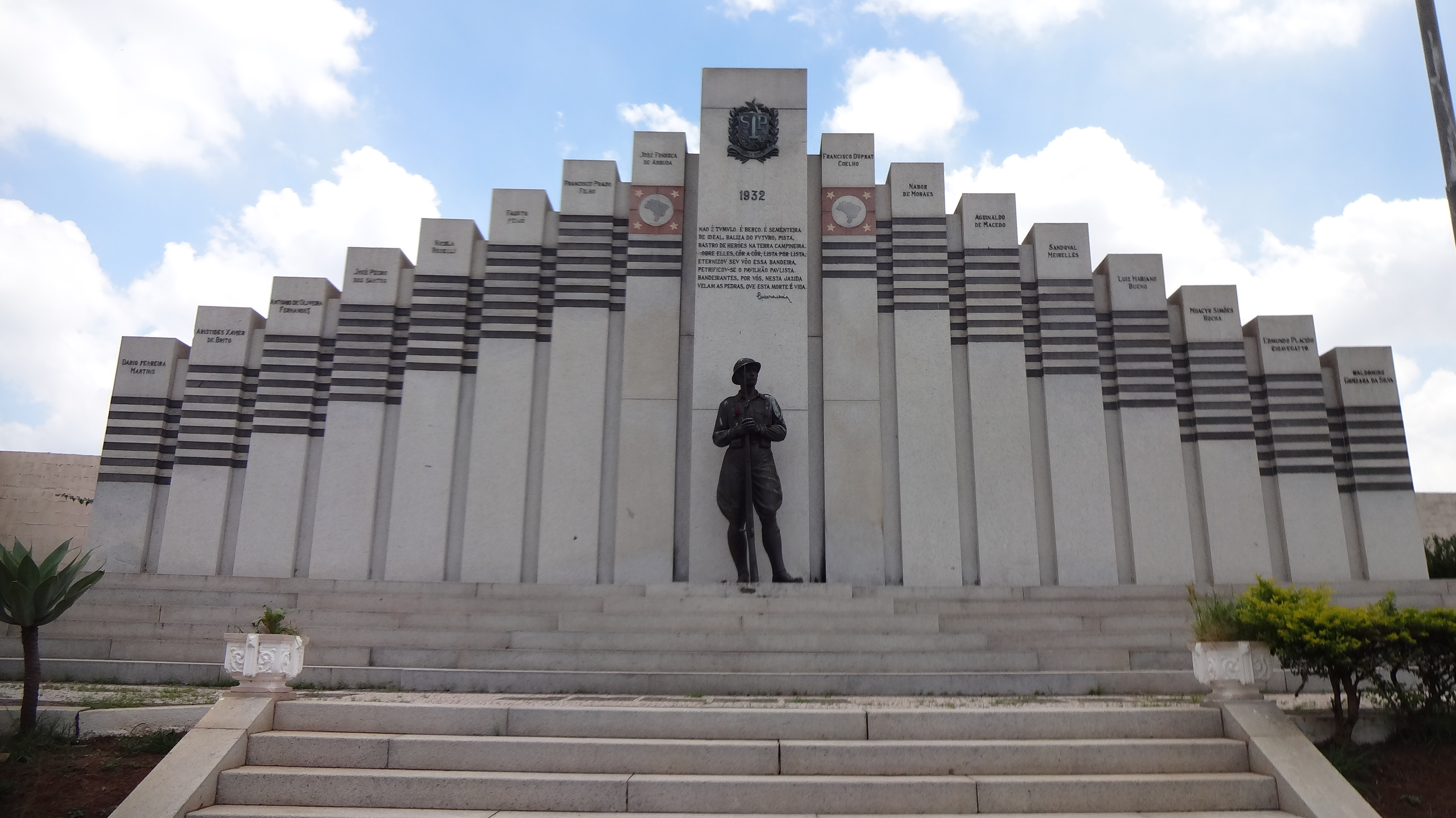
Monumento aos Heróis da Revolução Constitucionalista de 1932.

O cemitério abriga, ainda, sepulturas de heróis da Revolução de 1932, que foram homenageados em um mausoléu localizado na entrada da necrópole. Conhecido por 'Monumento aos Heróis de 32', foi inaugurado em 9 de julho de 1935, projetado por Marcelino Velez. À frente dele está uma estátua de um soldado constitucionalista, com o brasão de Campinas e versos do poeta campineira Guilherme de Almeida. Nas colunas do monumento vemos os desenhos da bandeira de São Paulo e em cada uma das 16 colunas está gravado o nome de um soldado campineiro morto em combate.
Além dos combatentes do movimento de 1932, o cemitério também abriga sepulturas da Polícia Militar do Estado de São Paulo e de milagreiros como o escravo Toninho (escravo de Geraldo Ribeiro de Sousa Resende), Maria Jandira (uma prostituta que, na década de 30, ateou fogo ao corpo quando teve seu casamento desfeito) e os três anjinhos (três crianças que morreram em decorrência de um incêndio na casa onde moravam).
O túmulo de Francisco Glicério possui registros do projeto e da lei que deliberou a construção pela Câmara Municipal, em 1920. Localiza-se na alameda principal do cemitério. Outras construções são atribuídas a Ramos de Azevedo, porém, não foram confirmadas: a capela e o túmulo de Vieira Ramos.
Até 1925, o lugar era conhecido como Cemitério do Fundão, nome que tinha origem na fazenda de mesmo nome, que se localizava entre o núcleo urbano de Campinas e o então distrito de Valinhos.
Tombado pelo Conselho de Defesa do Patrimônio Cultural de Campinas (Condepacc) em 2003, o Cemitério da Saudade foi cenário de parte do filme Memórias Póstumas, inspirado no romance Memórias Póstumas de Brás Cubas de Machado de Assis e estrelado por Sônia Braga e Reginaldo Farias.
É frequentemente utilizado como campo para desenvolvimento de teses universitárias e de estudos do meio (por estudantes do ciclo fundamental de ensino). O livro “Muito além da Saudade”, escrito pelo jornalista Élcio Henrique Ramos, fala da história do cemitério.

## Personalidades

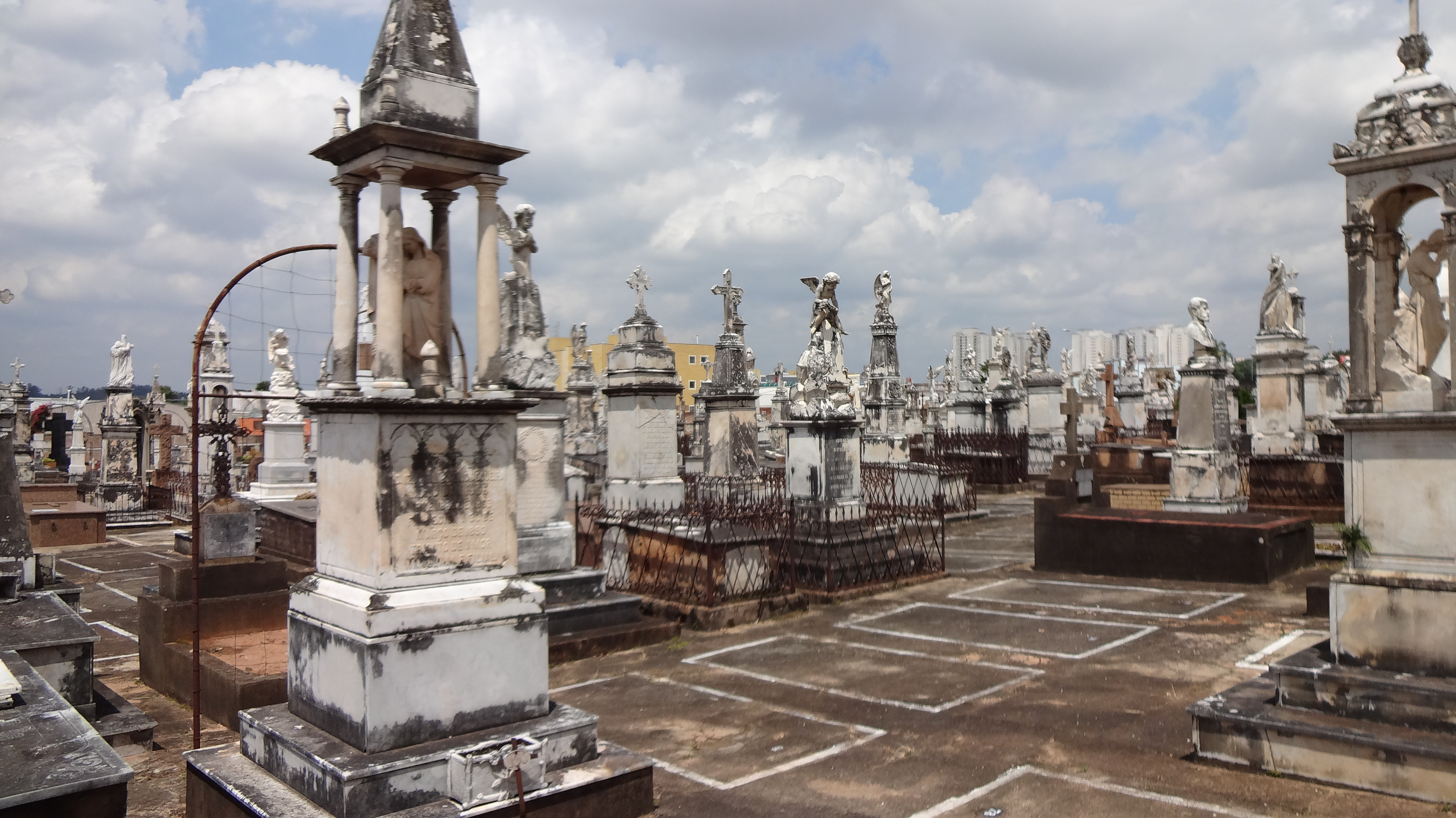
Vista parcial do Cemitério da Saudade

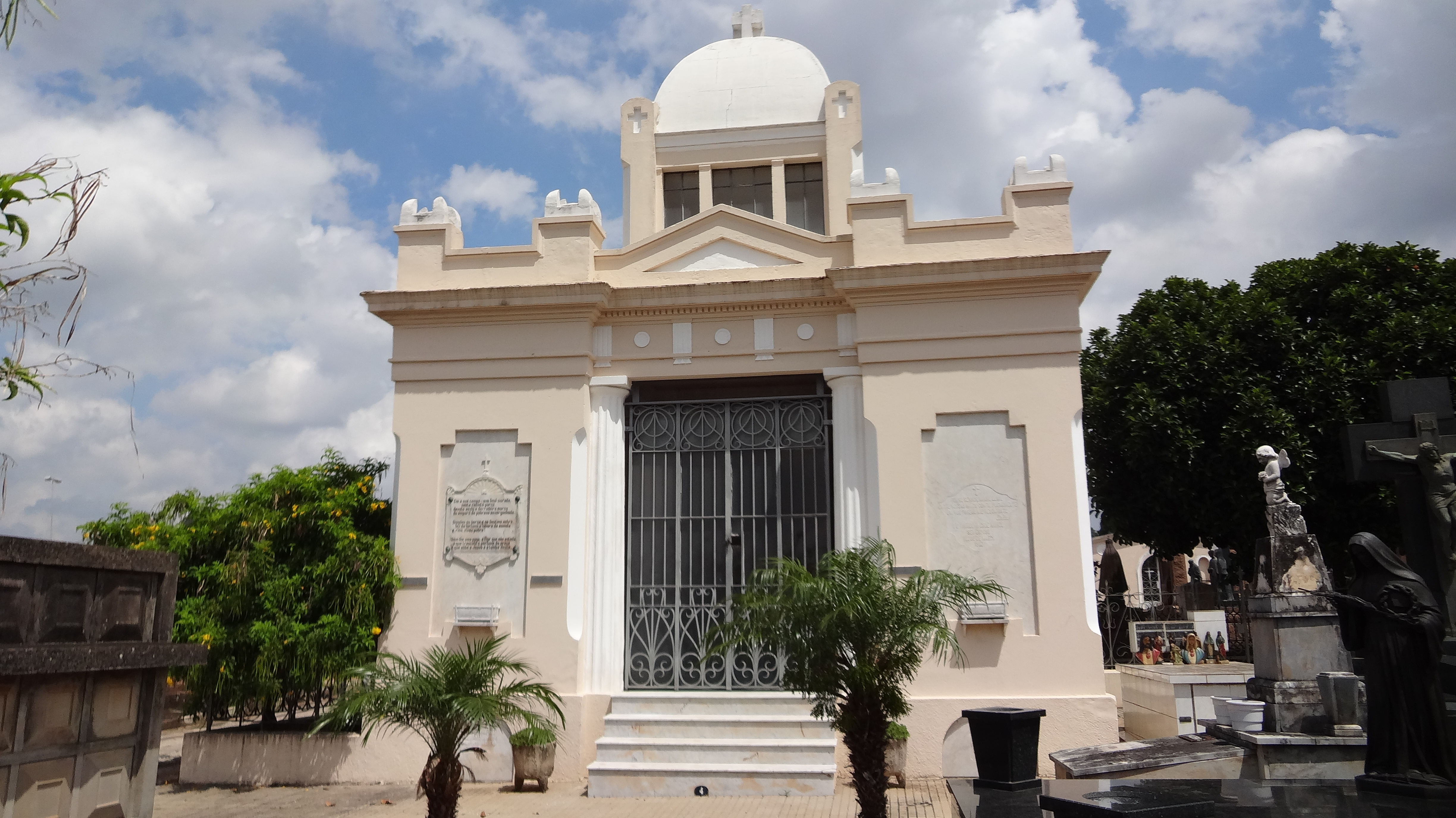
Mausoléu da Família Gatti, onde está sepultado Mario Gatti

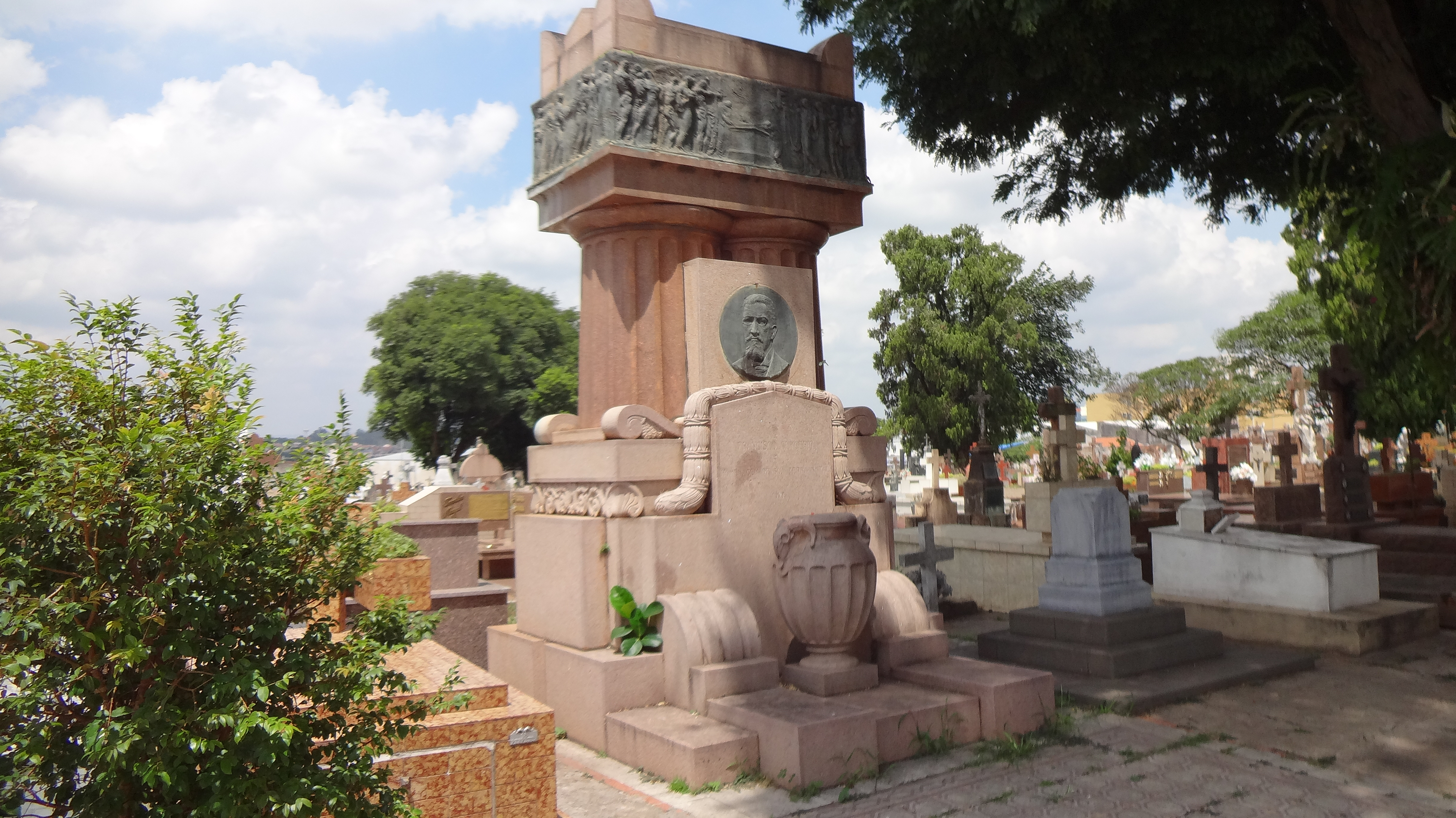
Túmulo de Francisco Glicério

É no Cemitério da Saudade que estão sepultadas várias personalidades da história de Campinas:  

### Membros da nobreza do Império do Brasil
- Maria Luzia de Sousa Aranha, Viscondessa de Campinas (1797-1879)
  - Francisco Egídio de Sousa Aranha (1778-1860), fazendeiro, esposo da Viscondessa de Campinas
- Joaquim Antônio de Arruda, Barão de Atibaia (1809-1881)
- Ferreira Penteado, Barão de Itatiba (1808-1884), doador da gleba para o estabelecimento do cemitério
- Joaquim Policarpo Aranha, Barão de Itapura (1809-1902)
  - Libânia de Sousa Aranha, (1829–1921), esposa do Barão de Itapura
  - Isolethe Augusta de Sousa Aranha, fazendeira, benemérita, filha do Barão de Itapura
- Geraldo Ribeiro de Sousa Resende, Barão de Geraldo de Resende (1846-1907)
- Joaquim Ferreira de Camargo Andrade, Barão de Ibitinga (1832-1915)

### Prefeitos de Campinas
- Manoel de Assis Vieira Bueno (1848-1905)
- Orosimbo Maia (1862-1939)
- Heitor Teixeira Penteado (1878-1947)
- José Nicolau Ludgero Maselli (1996)
- Antônio da Costa Santos (1952-2001)
- Lauro Péricles Gonçalves (1935-2025)

### Políticos
- Bento Quirino (1837-1914), político e comerciante
- Francisco Glicério (1846-1916), político
- Clovis Antonio Garcia, político[nota 1]

### Outras pessoas famosas
- Hércules Florence (1804-1879), pioneiro da fotografia franco-brasileiro
- Aldo Chioratto (1922-1932), escoteiro brasileiro morto durante um bombardeio ocorridos na Revolução de 1932[nota 2][10]
- Mario Gatti (1879-1964), médico que da nome ao Hospital Municipal Mário Gatti
- Moysés Lucarelli (1900-1978), diretor da Ponte Preta que ajudo na construção do Estádio Moisés Lucarelli
- Renato Corte Real (1924-1982), ator e comediante
- Lelio Coluccini (1910-1983), escultor italiano radicado em Campinas
- José Duarte (1935-2004), treinador de futebol mais conhecido como Zé do Boné